# Pleopeltis bryopoda
Pleopeltis bryopoda är en stensöteväxtart som först beskrevs av William Ralph Maxon, och fick sitt nu gällande namn av De la Sota. Pleopeltis bryopoda ingår i släktet Pleopeltis och familjen Polypodiaceae. Inga underarter finns listade.